# Śakra

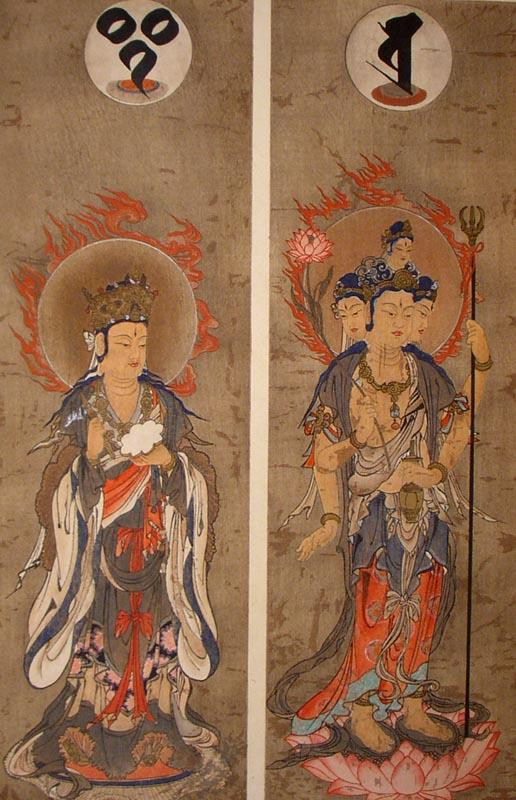
Taishaku ten (Śakra) a sinistra e Jōbonnō (Brahmā) a destra, in un dipinto giapponese del XII secolo, opera del pittore Takuma Shōga.

Śakra (devanāgarī:  शक्र; pāli: Sakka; cinese: 帝釋天 Dìshìtiān; giapponese: Taishaku ten; vietnamita: Đế thích thiên; coreano: 제석천 Chesŏk ch'ŏn; tibetano:  brGya byin) è una divinità propria della religione buddista che spesso viene accostata al dio (deva) Indra della religione vedica, pur conservando caratteristiche meno bellicose .
Questa divinità, nei testi buddisti dove appare frequentemente, viene spesso appellata come Śakro devānām Indraḥ (Śakra re degli dèi), in quanto risiedendo sul monte Sumeru guida i  trentatré (trayastrimsas) dèi del vedismo.
Sia nei testi in pāli (propri della scuola buddista theravāda) che in quelli in sanscrito (propri invece del mahāyāna, e da questa lingua tradotti in varie lingue centro asiatiche ed estremo orientali) egli viene descritto come uno dei principali devoti del Buddha, sempre pronto a scendere dal suo monte divino ed accorrere al cospetto del Beato per ascoltarne gli insegnamenti sul Dharma, offrendo in molteplici circostanze la sua assistenza.
In quanto divinità (deva), e a differenza dei buddha e dei bodhisattva, egli è comunque soggetto alla rinascita-morte, quindi al saṃsāra essendo ancora legato al kárman.